# فرانسیسکو چکا
فرانسیسکو چکا (اسپانیایی: Francisco Checa‎؛ زادهٔ ۴ فوریهٔ ۱۹۴۰) بازیکن بسکتبال اهل پاناما بود.